# Festival international de musiques sacrées
Le Festival international de musiques sacrées de Fribourg (FIMS) est un festival de musique classique annuel, organisé à Fribourg, en Suisse depuis 1986.

## Historique
En 1972 et en 1982, Fribourg organise deux festivals de musique classique sous le titre "Jeunesse et Musique". Le premier est consacré à la musique contemporaine, le second à la musique sacrée et vocale. À la suite du succès de ces deux premières manifestations, le comité décide de poursuivre l'aventure. Il est alors décidé de créer une manifestation bisannuelle et en 1986 a lieu la première édition du Festival international de musiques sacrées de Fribourg.
Le festival prend place en juillet, les années paires, en l'église baroque du Collège St-Michel. Il a pour mission de stimuler le renouvellement du répertoire sacré en mettant en rapport les diverses traditions du sacré : des musiques, des textes, des rites.
En 1998, le festival s'ouvre aux cultures extra-européennes, avec une série de concerts Couleurs du monde,. En 2016, l'association organisant le festival fête ses 30 ans,.
Espace 2 coproduit le festival et ses concerts sont diffusés en direct ou en différé, en Suisse et à l'étranger.

## Activités annexes
En plus du festival, l'association organise différents ateliers (interprétation, chant grégorien) ainsi qu'un concours de composition.
Le concours de composition est né en 1985. Son but est de stimuler la création d’œuvres liées ou non à la liturgie, d'inspiration sacrée, au sens large du terme. C'est le compositeur bâlois Thüring Bräm qui a assumé le rôle de président pendant plus de trente ans ; Elliott Carter, Arvo Pärt, Philippe Herreweghe, Edison Denisov, ou Betsy Jolas ont fait partie du jury du concours.